# Calometopus kamerunensis
Calometopus kamerunensis är en skalbaggsart som beskrevs av Moser 1916. Calometopus kamerunensis ingår i släktet Calometopus och familjen Cetoniidae. Inga underarter finns listade.